# Eric Clapton
Eric Patrick Clapton (IPA: [ˈɛɹɪk ˈpætɹɪk ˈklæptən]; Ripley, 30 marzo 1945) è un cantautore, chitarrista e compositore britannico.
Annoverato fra i musicisti più famosi ed influenti nella storia della musica rock, Clapton ha rivoluzionato la figura del chitarrista solista diventando nel tempo un autorevole punto di riferimento nel mondo della musica occidentale ed esercitando una profonda influenza sui musicisti a lui successivi.
Con oltre 280 milioni di copie vendute in tutto il mondo e 18 Grammy Awards, Clapton è uno degli artisti più venduti e premiati nel mondo della musica. Il suo disco di maggior successo, Unplugged (1992), risulta l'album dal vivo più venduto nella storia con circa 30 milioni di copie certificate.
Clapton è spesso soprannominato dai fan “God” (“Dio” in lingua inglese), appellativo nato intorno agli anni ‘60, quando le strade di Londra si riempirono di graffiti sui quali era scritto appunto “Clapton is God” (in italiano: “Clapton è Dio”). Egli è anche noto con l’appellativo di Slowhand ("mano lenta").
Figura al secondo posto della classifica dei cento più grandi chitarristi di tutti i tempi stilata dalla rivista Rolling Stone e al quarto posto della classifica dei migliori cinquanta chitarristi di tutti i tempi secondo Gibson.
In più di sessant’anni di attività musicale, ha sperimentato svariati stili musicali, dal blues di matrice tradizionale al rock psichedelico, dal reggae al pop rock ed ha inoltre collaborato con altri artisti acclamati in tutto il mondo, tra i quali Bob Dylan, i Beatles, i Rolling Stones, Luciano Pavarotti, George Harrison, Phil Collins, Tina Turner, Mark Knopfler, Van Morrison e molti altri.
Clapton, prima di intraprendere la carriera solista, ha militato in diversi gruppi musicali: nell'ordine, The Yardbirds, John Mayall & the Bluesbreakers, Cream, Blind Faith, Delaney & Bonnie e i Derek and the Dominos.

## Biografia
Eric Clapton è nato il 30 marzo 1945 a Ripley, nella contea inglese del Surrey, dalla sedicenne Patricia Molly Clapton (1929-1999) e dal venticinquenne Edward Walter Fryer (1920-1985), un soldato canadese che partecipò alla fase finale della seconda guerra mondiale prima della nascita del figlio e infine fece definitivamente ritorno a Montréal. Eric fu cresciuto dalla nonna materna e dal secondo marito di quest'ultima, giacché sua madre – che egli credeva sua sorella maggiore – si trasferì in Germania dopo avere sposato un altro militare canadese.
Clapton era un bambino calmo, timido, solitario e, per sua stessa ammissione, «cattivo», molto determinato nel perseguire i suoi obiettivi nell'apprendimento musicale, ma anche dotato di grande senso dell'umorismo. Trascorse gli anni della scuola media alla Hollyfield School di Surbiton e per il suo tredicesimo compleanno ricevette in regalo una chitarra acustica Hoyer. Imparare la chitarra si rivelò per Clapton tanto difficile che fu sul punto di abbandonarla. Sin da ragazzino fu influenzato dal blues e si allenava molte ore per imparare gli accordi e riprodurre lo stile musicale degli artisti blues, che ascoltava grazie a un registratore portatile.

## Carriera

### La stagione dei «supergruppi» (1962-1969)

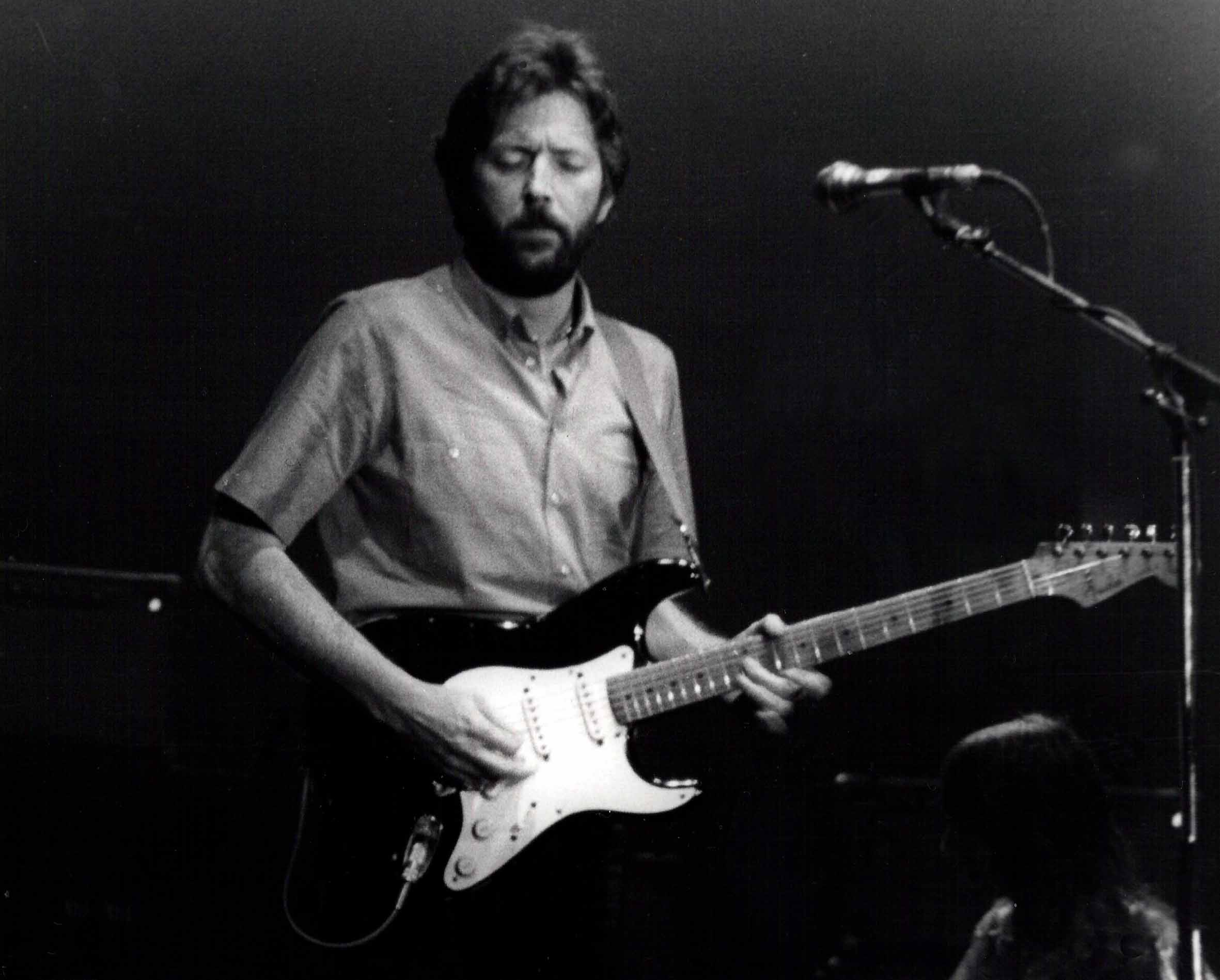
Clapton durante un concerto del 1974

Clapton comincia la sua carriera come solista esibendosi nelle strade e suonando con David Brock nei pub del Surrey nel 1962. Entra giovanissimo negli Yardbirds nel 1963, per poi passare con i Bluesbreakers di John Mayall, con i quali esordisce dal vivo il 6 aprile 1965 in un concerto a Londra. Nel 1966 incide il disco Blues Breakers with Eric Clapton, a seguito della pubblicazione del quale compare nella metropolitana di Londra la scritta «Clapton is God». In questo periodo conosce il batterista Ginger Baker e il pianista, compositore e bassista Jack Bruce. Con loro fonda il gruppo rock-blues dei Cream. Inoltre suona nei primi album di Frank Zappa, incidendo parti vocali e di chitarra.
L'assetto dei Cream, un supergruppo di virtuosi, consente a ciascuno dei componenti di liberare le proprie capacità senza essere costretto nei limiti delle canzoni pop. Sunshine of Your Love, White Room – scritta dal bassista dei Cream Jack Bruce – e Badge (scritta con l'amico George Harrison) sono i pezzi più apprezzati della prima parte della carriera di Clapton. All'apice del successo, alla fine degli anni sessanta, i Cream si sciolgono.
Per gli anni immediatamente successivi la carriera di Clapton assume un carattere più irregolare. Insieme a Ginger Baker e all'amico Steve Winwood fonda i Blind Faith. Presence of the Lord è un classico che ancora oggi Eric suona talvolta in concerto. Anche i Blind Faith hanno vita assai breve e, dopo il solo disco d'esordio, la loro esperienza si chiude: del resto la vita dei cosiddetti "supergruppi", quali erano sia i Cream che i Blind Faith, non è mai stata facile, soprattutto per le pressioni delle major.
Trova quindi rifugio nella band Delaney & Bonnie, in cui per un periodo brevissimo milita e va in tour. Ne scaturisce il disco On Tour with Eric Clapton, pubblicato con il nome della band modificato in Delaney & Bonnie & Friends.

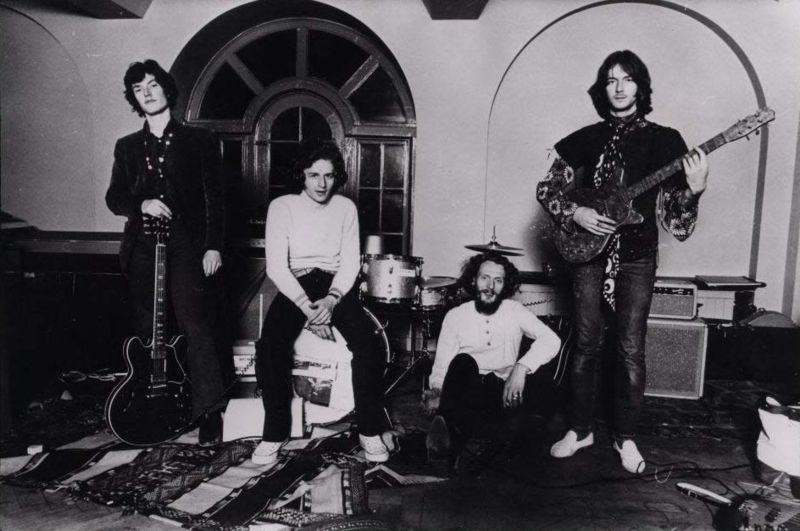
I Blind Faith nel 1969, con Clapton all'estrema destra

Nel 1970 esce il primo album solista di Clapton. Rara la prima versione (CTH in trail-off per i cultori del vinile) uscita per sbaglio con versioni inedite di After Midnight e Blues Power. Subito dopo Clapton forma i Derek and the Dominos. In realtà il gruppo avrebbe dovuto chiamarsi Derek & The Dynamos, ma il nome fu cambiato per un errore di trascrizione. Arrivato agli studi appositamente per conoscere Clapton, entra a fare parte del gruppo un altro grande chitarrista elettrico, Duane Allman, noto per la militanza negli Allman Brothers.
Nel 1970 esce il disco Layla and Other Assorted Love Songs, il primo in studio dei Derek and the Dominos. Un brano tratto dall'album, Layla, diventa una delle canzoni più celebri di Clapton, insieme alla successiva Cocaine (1977) scritta da J.J. Cale. Sebbene il disco contenga anche altri brani (Bell Bottom Blues, I Am Yours, Key to the Highway) è in generale dialogo tra la chitarra di Clapton e quella di Duane a dominare il disco. Clapton soffre molto per la morte improvvisa di Jimi Hendrix, cui era legato da grande stima ma anche da competizione. Per un lungo periodo i concerti di Clapton con i Derek and the Dominos del 1970 si aprono con Little Wing di Hendrix, proprio in omaggio al celebre chitarrista.
Al successo statunitense dell'album segue una tournée e un disco dal vivo. Un secondo progetto di disco abortisce prima di essere pubblicato: Duane muore in un incidente stradale e per Clapton si aprono definitivamente le porte della droga. Nell'agosto 1971 un Clapton visibilmente provato partecipa al Concert for Bangladesh dell'amico George Harrison, riprendendo tra l'altro il famoso assolo di While My Guitar Gently Weeps, da lui già eseguito nella versione del White Album dei Beatles.

### La crisi personale e l'avvio della carriera solista (1969-1979)

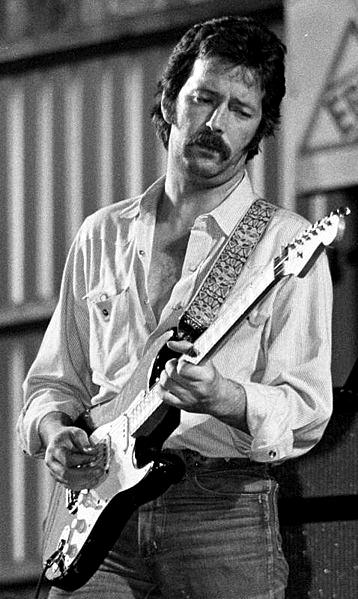
Clapton in concerto al teatro "Mehrzweckhalle" di Wetzikon, Zurigo, (Svizzera), il 19 giugno 1977

Ci vorranno mesi e l'aiuto di amici come Pete Townshend per risollevarlo dall'abisso, almeno parzialmente. Clapton fa una rentrée dal vivo al Rainbow di Londra da cui viene tratto un live, non del tutto riuscito, a detta di molti critici (anche perché sull'LP non vengono inseriti i brani migliori, poi pubblicati su bootlegs giapponesi di alto livello). Con 461 Ocean Boulevard torna alla musica; la canzone pilota è I Shot the Sheriff, già di Bob Marley (all'epoca ancora misconosciuto autore giamaicano) che arriva prima nella Billboard Hot 100.
Se Eric Clapton (1970), come detto attribuibile in larga parte a Delaney & Bonnie, è un po' una falsa partenza, 461 Ocean Boulevard (1974) segna l'avvio effettivo della carriera solista di Clapton divenendo inoltre l'archetipo di quasi tutti i suoi album: tanti altri ne seguiranno nei trent'anni successivi ma ricalcheranno tutti, con maggiore o minore successo, la formula vincente di questo, blues, ballads e laid-back, con interventi di chitarra.
Tra i dischi dal vivo degli anni settanta si ricordano E. C. Was Here e Just One Night.

### Il declino e la rinascita del blues (1980-1998)
Nel 1987 compone la colonna sonora del film Arma letale insieme a David Sanborn. Il contributo del chitarrista si ripeterà anche nel sequel Arma Letale 3, in cui è presente It's Probably Me, composta con Sting.
L'11 giugno del 1988 partecipa con i Dire Straits al concerto tributo per i 70 anni di Nelson Mandela. È una tappa del tour dello stesso anno che coinvolge gli amici Mark Knopfler ed Elton John. La super session di amici avrà il suo culmine nel concerto benefico di Knebworth del 30 giugno 1990.
Agli inizi del 1989 comincia a collaborare con il cantante italiano Zucchero Fornaciari, conosciuto qualche tempo prima in quanto amico di Lory Del Santo. Il chitarrista incide l'assolo di A Wonderful World, contenuta all'interno dell'album Oro, incenso e birra e successivamente riproposta nella raccolta Zucchero del 1990. Il bluesman reggiano apre poi ventotto concerti della tournée europea di Clapton, di cui dodici alla Royal Albert Hall di Londra, facendoli coincidere con la parte centrale dell'Oro, Incenso e Birra Tour del 1990.
Il 27 agosto 1990, dopo un'esibizione all'Alpine Valley Music Theater di Alpine Valley Resort vicino a East Troy, nel Wisconsin, sarebbe dovuto salire sull'elicottero che lo avrebbe portato con la sua troupe in un albergo a Chicago. Stevie Ray Vaughan, dopo essersi esibito come ospite del concerto di Slowhand assieme al fratello Jimmie, a Buddy Guy e Robert Cray, essendo stanco, chiese di potere rientrare in hotel per primo. L'elicottero si schiantò su una collina poco dopo a causa della fitta nebbia, causando la morte di Stevie Ray Vaughan, del pilota e di Bobby Brooks, Nigel Browne e Colin Smythe appartenenti allo staff di Clapton.
Il 20 marzo 1991, a causa di una finestra lasciata aperta da un addetto alle pulizie, il figlio Conor, nato il 21 agosto 1986 dalla relazione con l'attrice italiana Lory Del Santo, perde la vita a soli quattro anni cadendo dal 53º piano di un grattacielo a New York, dove si trovava con la madre. Al di là della canzone dedicata al figlioletto morto (Tears in Heaven), dal lutto sofferto Clapton riapre le porte della sua musica al blues. La prima pubblicazione di Tears in Heaven avviene in occasione della realizzazione della colonna sonora del film Effetto allucinante (1992) dove la canzone, a differenza della versione acustica che poi comparirà in "unplugged", è realizzata con la chitarra elettrica. Altre canzoni composte sull'onda emotiva della morte di Conor sono My Father's Eyes e Circus Has Left Town, canzoni dove Clapton esprime il suo dolore sia per la morte del figlio che per non avere mai conosciuto il suo vero padre. 

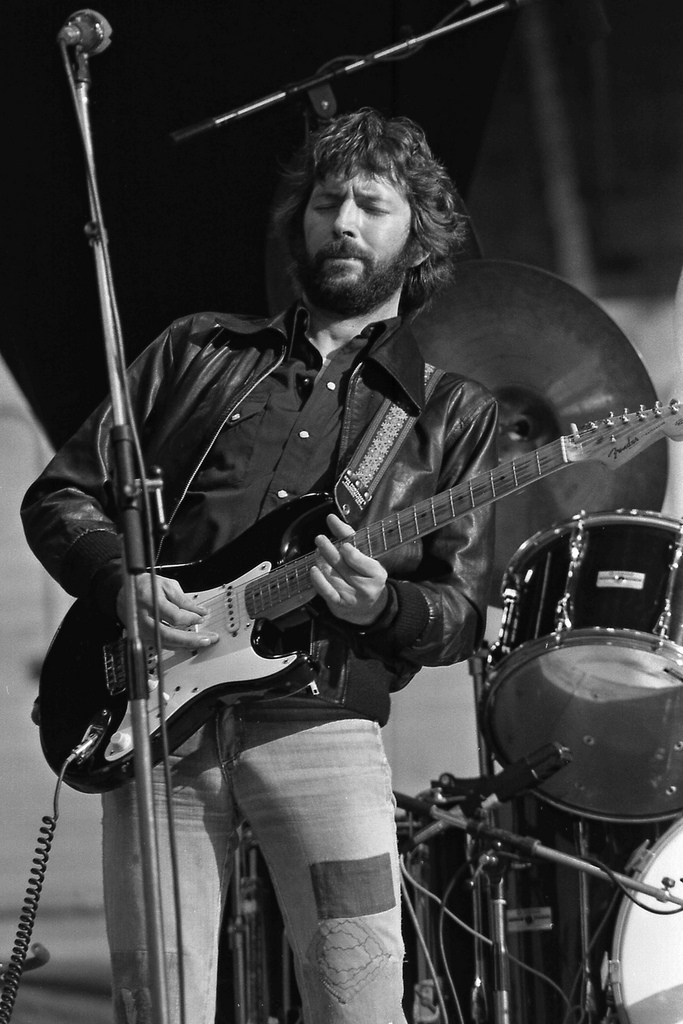
Clapton con la sua chitarra "Blackie" durante il tour nei Paesi Bassi, 1978.

Il 16 gennaio del 1992, presso i Bray Film Studios di Windsor, il chitarrista e la sua band effettuano un'esibizione nel programma Unplugged per MTV, che viene immortalata in audiovisivo; le immagini di questo concerto acustico verranno trasmesse in prima visione nel Regno Unito il successivo 27 e 29 marzo. Dai nastri incisi verranno poi ricavati un album e una VHS omonimi entrambi pubblicati il 25 agosto dello stesso anno. Come richiesto dal format della trasmissione televisiva nessuno strumento elettrico è consentito, solo strumenti non elettrificati: Layla, famosissima per molti anni nella sua prima versione, diventa altrettanto famosa in questa inedita veste.
Il disco tratto dalla trasmissione diventa un best e un long seller, che ottiene il disco d'oro in USA, in quanto viene certificata la quota di dieci milioni di copie vendute, che determineranno la vittoria di ben sei Grammy, oltre all'attribuzione di numerosi altri premi: questi trionfi contribuiscono a ristabilire il successo planetario, nonché la stima della critica nei confronti di Clapton.
Dal 18 giugno al 30 agosto del 1992 compie un tour che in alcune date lo vede alternarsi sul palco in doppia esibizione a Elton John; con quest'ultimo ha nel frattempo inciso il singolo Runaway Train, che viene pubblicato il 1º agosto successivo.
Sempre lo stesso giorno esce il brano It's Probably Me, frutto di un'altra collaborazione, stavolta con Sting e facente parte come la precedente della colonna sonora del film Arma letale 3.
Il 16 ottobre successivo prende parte al concerto tributo per il trentennale dell'esordio discografico di Bob Dylan, meglio noto come The 30th Anniversary Concert Celebration, insieme a famosi colleghi come Neil Young, Tom Petty, Lou Reed, Kris Kristofferson e numerosi altri, tutti impegnati a eseguire varie celebri composizioni del cantautore statunitense; per l'evento Slowhand si cimenta nella sua versione di Don't Think Twice It's All Right.
Colpito egli stesso dall'inatteso trionfo mondiale per il suo nuovo lavoro in studio, decide di tornare alle proprie radici musicali: il 13 settembre 1994 esce From the Cradle, un album di cover blues nato come omaggio ai maestri afroamericani del secondo dopoguerra, ovvero le principali fonti d'ispirazione fin dagli inizi del suo percorso di musicista.

### Gli anni della maturità (1999-2009)

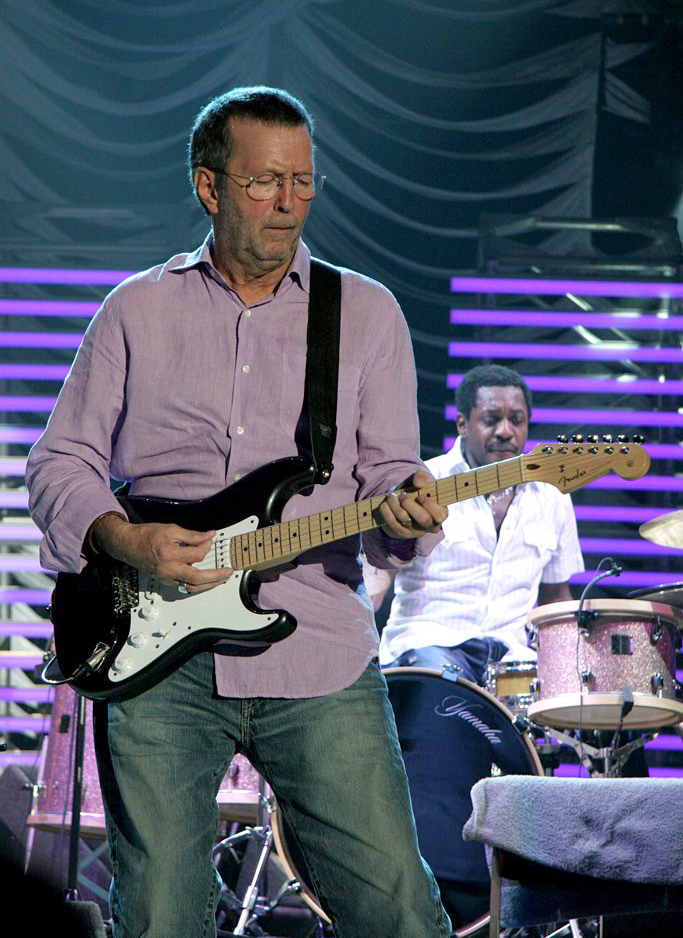
Clapton si esibisce all'Ahoy Arena di Rotterdam il 1 giugno 2006

Gli ultimi anni di Clapton lo hanno visto altalenare tra produzioni mainstream e dischi dichiaratamente blues (gli ultimi in questa serie sono Me & Mr. Johnson e Session for Robert J., tributi a Robert Johnson).
Nel frattempo Clapton ha avuto anche modo di creare una fondazione per la cura e la riabilitazione degli alcolisti (Fondazione Crossroads con sede ad Antigua); nel 1999 ha organizzato un concerto al Madison Square Garden di New York di cui è stato pubblicato un DVD dal nome Eric Clapton & Friends In Concert A Benefit For The Crossroads Centre At Antigua, mentre nel 2004 e nel 2007 ha organizzato un grande festival della chitarra blues, il Crossroads Guitar Festival, di cui sono stati pubblicati due DVD doppi. Con il conseguimento di ben diciassette Grammy Award e il Brit Award per il suo eccezionale contributo al mondo musicale, nel 2004 è stato anche insignito del titolo CBE (Commander of the Most Excellent Order of the British Empire) a Buckingham Palace per i suoi servizi resi alla musica.
Il 6 maggio 2004 prende parte al concerto-evento dell'amico e collega Zucchero Fornaciari alla Royal Albert Hall di Londra in occasione dell'inizio dello Zu & Co. Tour.
Nell'agosto del 2005 l'album Back Home è stroncato dalla critica. Retrospettivamente qualcuno ha fatto trapelare che in realtà le canzoni di Back Home fossero state registrate prima del disco-omaggio a Robert Johnson, ma che la casa discografica, ritenendole meno interessanti delle cover stesse, ha preferito ritardare l'uscita del materiale originale preferendogli il tributo al vecchio bluesman.
Nel 2006 esce The Road to Escondido, album in cui realizza la collaborazione tanto desiderata con J.J. Cale, l'autore di Cocaine. Nella band è presente anche Billy Preston nella sua ultima session in studio, pochi mesi prima della sua scomparsa. Dal 2006 si esibisce anche in Italia in una serie di date che lo vedono protagonista al Lucca Summer Festival il 7 luglio assieme alla Robert Cray Band, a Umbria Jazz l'8 luglio, e all'Arena di Verona, ancora una volta con Robert Cray davanti a un foltissimo pubblico: insieme hanno concluso il concerto duettando in Crossroads. Il tour ha visto concerti da «tutto esaurito» insieme a Steve Winwood e a Jeff Beck.
Il 9 ottobre 2007 esce negli Stati Uniti e nel Regno Unito la sua biografia.

### Anni 2010

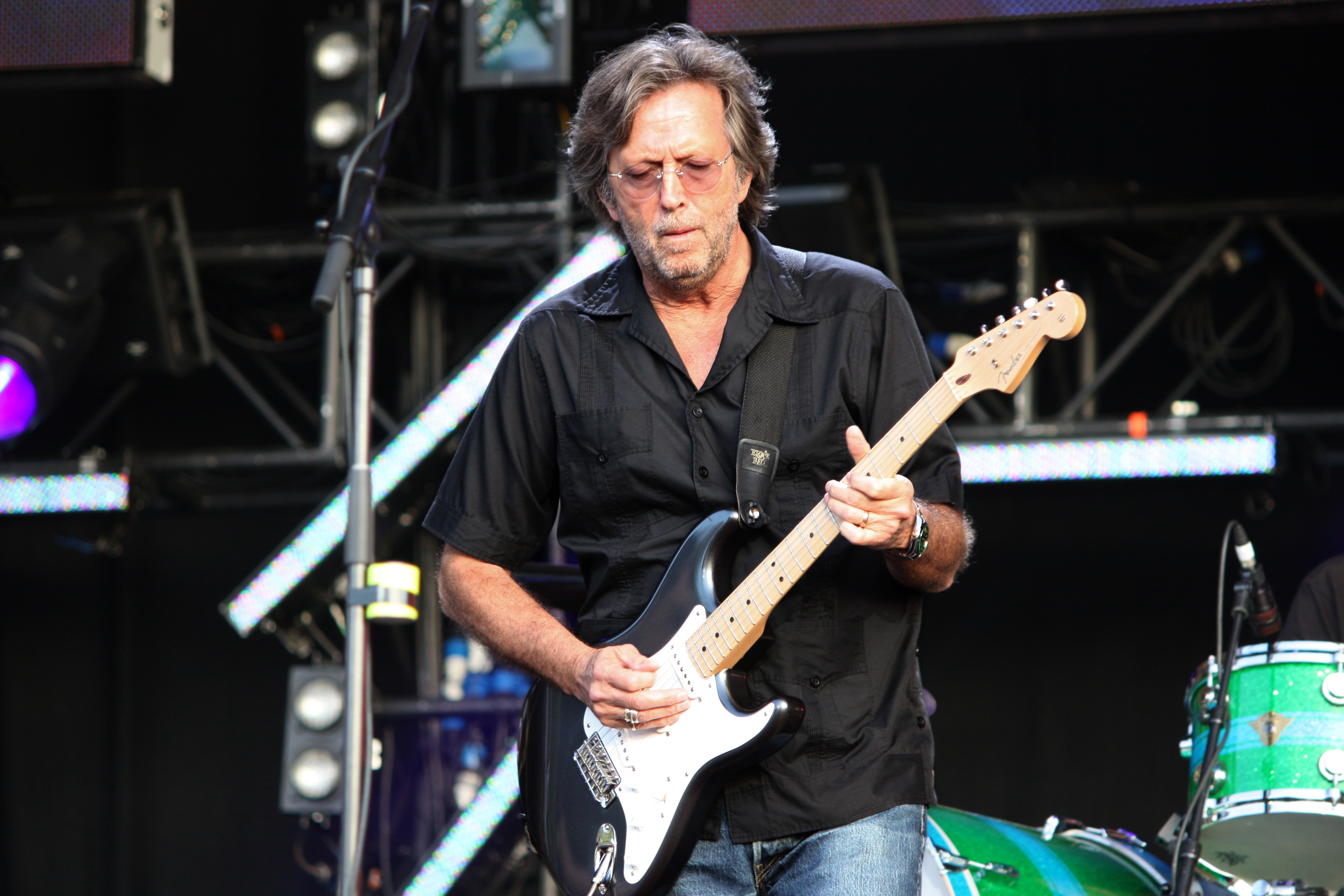
Clapton suona una Stratocaster al concerto Hard Rock Calling a Hyde Park, Londra nel 2008

Nel settembre del 2010 pubblica un nuovo disco, contenente due inediti, intitolato semplicemente Clapton. Viene definito dal cantante come un album "venuto da sé", un tributo alle grandi melodie blues e jazz ascoltate fin da bambino.
Il 24 giugno 2011 si esibisce in un concerto di beneficenza insieme a Pino Daniele nello stadio di Cava de' Tirreni di fronte a circa 17000 spettatori.
Il 13 settembre 2011 è pubblicato l'album live (CD e DVD) Wynton Marsalis & Eric Clapton Play the Blues, registrazione di un concerto tenutosi nell'aprile dello stesso anno al Rose Theatre di New York, frutto di una felice collaborazione con il virtuoso trombettista Wynton Marsalis. Con l'accompagnamento di una vera e propria big band jazz, i due musicisti esplorano le radici del blues, interpretando soprattutto brani tradizionali, come Just a Closer Walk with Thee, ma anche il classico di Clapton, Layla, presentato in un'ancora nuova versione.
Nel marzo 2013 viene pubblicato Old Sock; l'album comprende due canzoni inedite (Gotta Get Over e Every Little Thing) e una collezione di brani tra i preferiti da Clapton. Da Leadbelly a J.J. Cale; Peter Tosh a George Gershwin; Hank Snow a Gary Moore e Taj Mahal, questo lavoro è una celebrazione dei tanti che hanno ispirato la vita musicale di Clapton. Esplora standard romantici degli anni trenta, reggae, soul, rock e comprende una collaborazione con Paul McCartney.
Nel 2014 esce un album tributo all'amico J.J. Cale intitolato The Breeze: An Appreciation of JJ Cale, realizzato con la collaborazione di Mark Knopfler, John Mayer, Willie Nelson, Tom Petty e Derek Trucks. L'album giunge in prima posizione in Danimarca e nei Paesi Bassi, in seconda nella Billboard 200, in Canada, Germania e Norvegia, in terza in Svizzera e Nuova Zelanda e in ottava in Austria.
Nel 2015 viene distribuito un nuovo DVD, Live at the Royal Albert Hall, registrato nel mese di maggio dello stesso anno e che immortala uno dei sette concerti tenuti presso la storica location. Nel febbraio del 2016, viene annunciato un nuovo album di cover e inediti, intitolato I Still Do, pubblicato nello stesso anno.

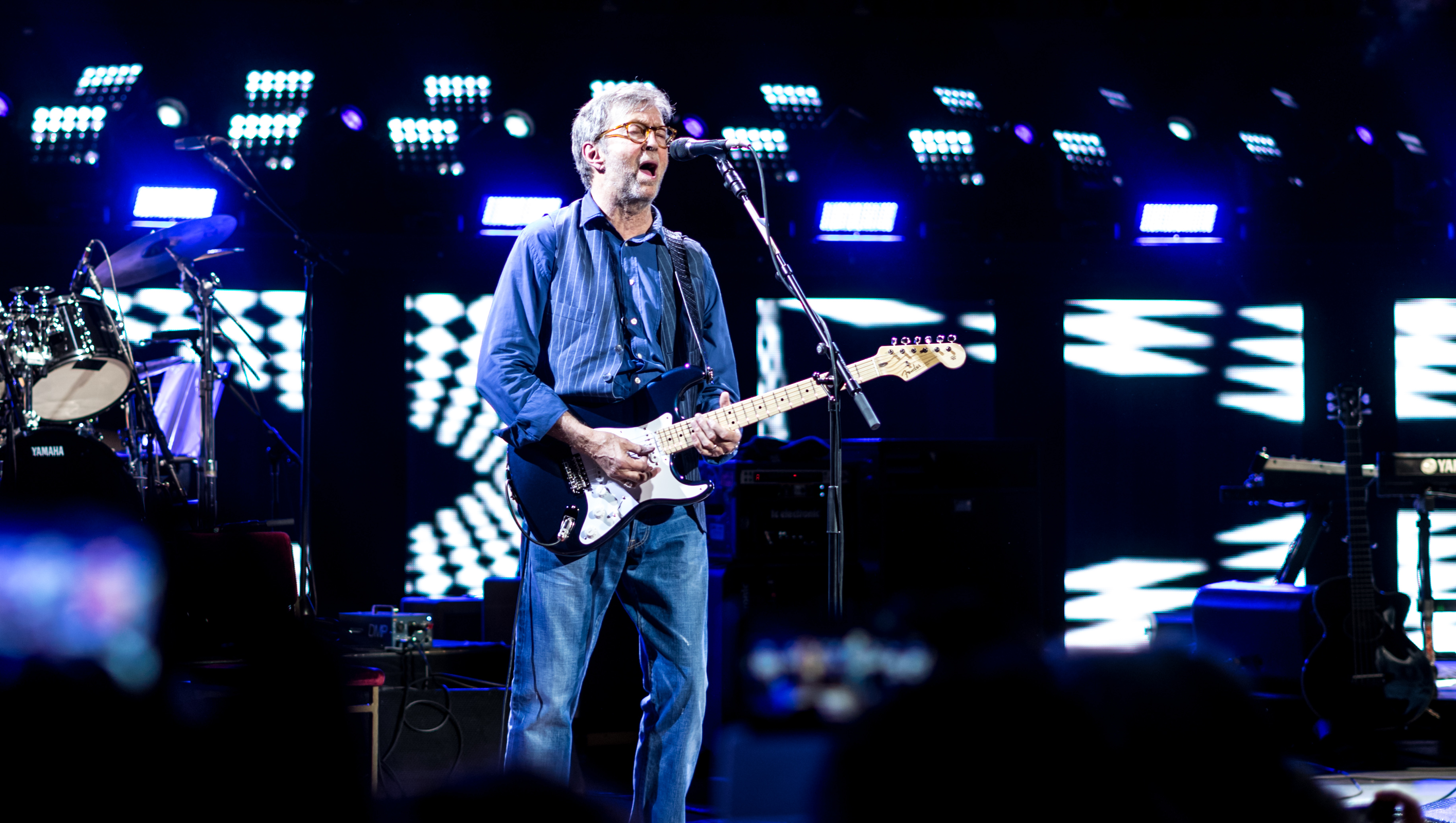
Clapton alla Royal Albert Hall nel 2017 durante il suo tour A Celebration of 50 Years of Music

Nel 2016 Eric Clapton rivela di essere affetto da una neuropatia periferica: la patologia neurologica, di carattere degenerativo e disabilitante, gli starebbe gradualmente limitando i movimenti. Tuttavia nel 2017 annuncia nuove date dal vivo, a marzo negli Stati Uniti, a maggio presso la Royal Albert Hall di Londra, e a settembre nuovamente negli Stati Uniti, dichiarandole come le ultime della propria carriera.
Clapton fa fatica ad appendere la chitarra al chiodo, perché nel 2018 è ancora sul palco in Germania, Stati Uniti, e come headliner dell'Hyde Park festival insieme a Carlos Santana, Marcella Detroit, Zucchero Fornaciari e altri ospiti. Nello stesso anno pubblica il suo primo album di canzoni natalizie intitolato Happy Xmas.
Nel 2019 intraprende un nuovo tour, con date in Giappone, Europa e Stati Uniti e annuncia una serie di date estive per il 2020 che comprendono anche le città italiane di Milano e Bologna. Purtroppo la situazione mondiale della pandemia da Covid 19 porterà all'annullamento di tutti i concerti.

### Anni 2020
Il 4 dicembre 2020 esce il nuovo singolo, Stand And Deliver, scritta da Van Morrison contro le misure restrittive di sicurezza a seguito della pandemia di COVID-19. Gli introiti del brano andranno al “Lockdown Financial Hardship Fund”, associazione di Van Morrison per aiutare i lavoratori dello spettacolo colpiti dalla crisi dovuta alle restrizioni per il COVID-19.
Nel 2021 il duo realizza anche un altro singolo, dal nome This Has Gotta Stop, sempre una canzone di protesta contro le misure di restrizione per la pandemia di Covid 19.
Sempre nel 2021 l'artista pubblica l'album live Lady In The Balcony: Lockdown Sessions, un album realizzato con i suoi storici artisti di supporto in piena pandemia di COVID 19. Nel disco suona le sue canzone più note, esibendosi all'interno di una villa isolata nella campagna inglese.
Nel 2022 suona la chitarra nel brano One of Those Days, tratto dal dodicesimo album in studio di Ozzy Osbourne, Patient Number 9.
Il 4 ottobre 2024 viene pubblicato sulle piattaforme digitali il suo ventiduesimo album in studio Meanwhile, mentre le versioni fisiche su CD e vinile saranno disponibili dal 24 gennaio 2025. Il disco include 14 tracce, di cui otto già apparse come singoli negli ultimi anni, tra cui spiccano Pompous Fool e Heart Of A Child. Per Meanwhile, Clapton ha collaborato con artisti di rilievo come Van Morrison, Bradley Walker, Judith Hill, Daniel Santiago, Simon Climie e il compianto Jeff Beck, presente nel brano Moon River.

## Vita privata

### Matrimoni e figli
Clapton si è sposato due volte e ha avuto 5 figli; ha inoltre avuto molte relazioni extraconiugali.
Il suo primo matrimonio è stato con Pattie Boyd nel 1979 e la coppia ha poi divorziato nel 1989 senza avere figli. Nel 1985 ebbe una relazione con Yvonne Kelly, dalla quale nacque una figlia.
Nel 1986 ebbe un figlio con la modella italiana Lory Del Santo, di nome Conor, che morì tragicamente nel 1991 ispirando la canzone Tears in Heaven.
Clapton è ora sposato con Melia McEnery, una giovane direttrice delle vendite di Giorgio Armani, conosciuta nel 1998 a Los Angeles a un party della nota casa di moda. Insieme dal 2002, la coppia ha tre figlie.

### Politica
Nel 1976, durante un concerto, è stato al centro di uno scandalo a causa di frasi ritenute razziste e fasciste e dell’appoggio pubblico nei confronti del politico Enoch Powell. Durante quella esibizione Clapton era sotto evidente effetto di alcol e si è comunque scusato più volte negli anni. Nonostante ciò, ha ribadito diverse volte che continuava a sostenere alcune politiche di Enoch Powell.
Egli è stato critico nei confronti del partito laburista a causa della proposta portata avanti dallo stesso che aveva come obiettivo quello di rendere illegale la caccia alla volpe nel Regno Unito, egli ha infatti spiegato come “lo Stato debba intervenire il meno possibile nella vita privata di un cittadino”.
Nel 2024 Clapton ha sostenuto, con concerti e raccolte fondi, la campagna elettorale del candidato presidenziale Robert Kennedy Jr.

### Religione
L’artista ha ricevuto un’educazione religiosa durante la sua infanzia ma, inizialmente, non era interessato alla religione.
Clapton è un devoto cristiano a partire dalla fine degli anni ‘60, quando ebbe enormi problemi di abuso di sostanze stupefacenti. Egli ha infatti in più occasioni spiegato come la fede lo abbia aiutato a fuggire dalla dipendenza di alcol e droghe.
Nella sua carriera ha scritto e interpretato più volte canzoni a sfondo religioso come Presence Of The Lord e Holy Mother.

### Sport
È appassionato di calcio e tifa per il West Bromwich Albion.
Nella copertina del suo album Backless, è presente una sciarpa dell'Albion proprio in onore della sua squadra del cuore.

### Patrimonio
Clapton è uno dei musicisti più ricchi al mondo, con un patrimonio stimato di 450 milioni di euro.
Oltre a varie proprietà sparse in tutto il mondo, Clapton è un grande collezionista d’auto, soprattutto di Ferrari d’epoca.

## Discografia

### Album in studio
- 1970 – Eric Clapton
- 1974 – 461 Ocean Boulevard
- 1975 – There's One in Every Crowd
- 1976 – No Reason to Cry
- 1977 – Slowhand
- 1978 – Backless
- 1981 – Another Ticket
- 1983 – Money and Cigarettes
- 1985 – Behind the Sun
- 1986 – August
- 1989 – Journeyman
- 1994 – From the Cradle
- 1998 – Pilgrim
- 2001 – Reptile
- 2004 – Me and Mr. Johnson
- 2004 – Sessions for Robert J
- 2005 – Back Home
- 2010 – Clapton
- 2013 – Old Sock
- 2016 – I Still Do
- 2018 – Happy Xmas
- 2024 – Meanwhile

## Stile musicale
(Eric Clapton)
Clapton è annoverato fra i principali esponenti del blues rock, e in particolare della scena British blues. Durante la sua lunga parabola artistica, che lo ha visto dapprima militare in numerosi «supergruppi» per poi intraprendere un'acclamata carriera solista, il chitarrista ha spaziato attraverso diversi stili musicali, dal rock psichedelico al blues di matrice tradizionale, dal pop rock all'hard rock, dal reggae al folk rock.

### Stile chitarristico
Considerato uno dei più influenti chitarristi di sempre, negli anni '60 il suo stile unico lo aveva reso un'icona in Inghilterra e nel resto del mondo, soprattutto per le sperimentazioni che aveva adoperato e che molti altri chitarristi avrebbero poi utilizzato in seguito.
Lo stile di Clapton, che non prevede l'uso eccessivo della tecnica pura, è caratterizzato da fraseggi precisi e ricchi di espressività combinati ad un suono ampio e colorito. Spesso nei live è capace di rendere semplici arpeggi dei passaggi ricchi di sonorità. Oltre ad aspetti puramente tecnici, egli è noto per le forti influenze blues che caratterizzano tutti i suoi lavori.
Nei concerti è solito improvvisare per diversi minuti partendo da standard blues di matrice popolare. Durante le sue improvvisazioni egli utilizza spesso alcune tecniche come il bending, che riesce a rendere fluido e carico di emozioni.

## Eredità artistica e popolarità
Vincitore di 18 Grammy Awards, Eric Clapton è l'unico musicista che vanta tre inserimenti nella Rock and Roll Hall of Fame (come solista nonché come membro degli Yardbirds e dei Cream).
È alla seconda posizione nella classifica dei cento migliori chitarristi redatta dalla rivista specializzata Rolling Stone, dietro solo a Jimi Hendrix, assegnando di conseguenza a Clapton il titolo di miglior chitarrista vivente.
Appare inoltre nei dischi di Bob Dylan, George Harrison, Richie Sambora, Billy Preston, John Dickinson, Roger Waters, Aretha Franklin, Kate Bush, Leon Russell, Gary Brooker, Phil Collins, Sting, Joe Cocker, Beatles, Rolling Stones, Santana, Zucchero Fornaciari.
Clapton è l'autore della colonna sonora del film Homeboy (1988). Ha poi partecipato al film Blues Brothers: Il mito continua (1998), interpretando se stesso in un cameo musicale nel finale della pellicola.

## Band di supporto

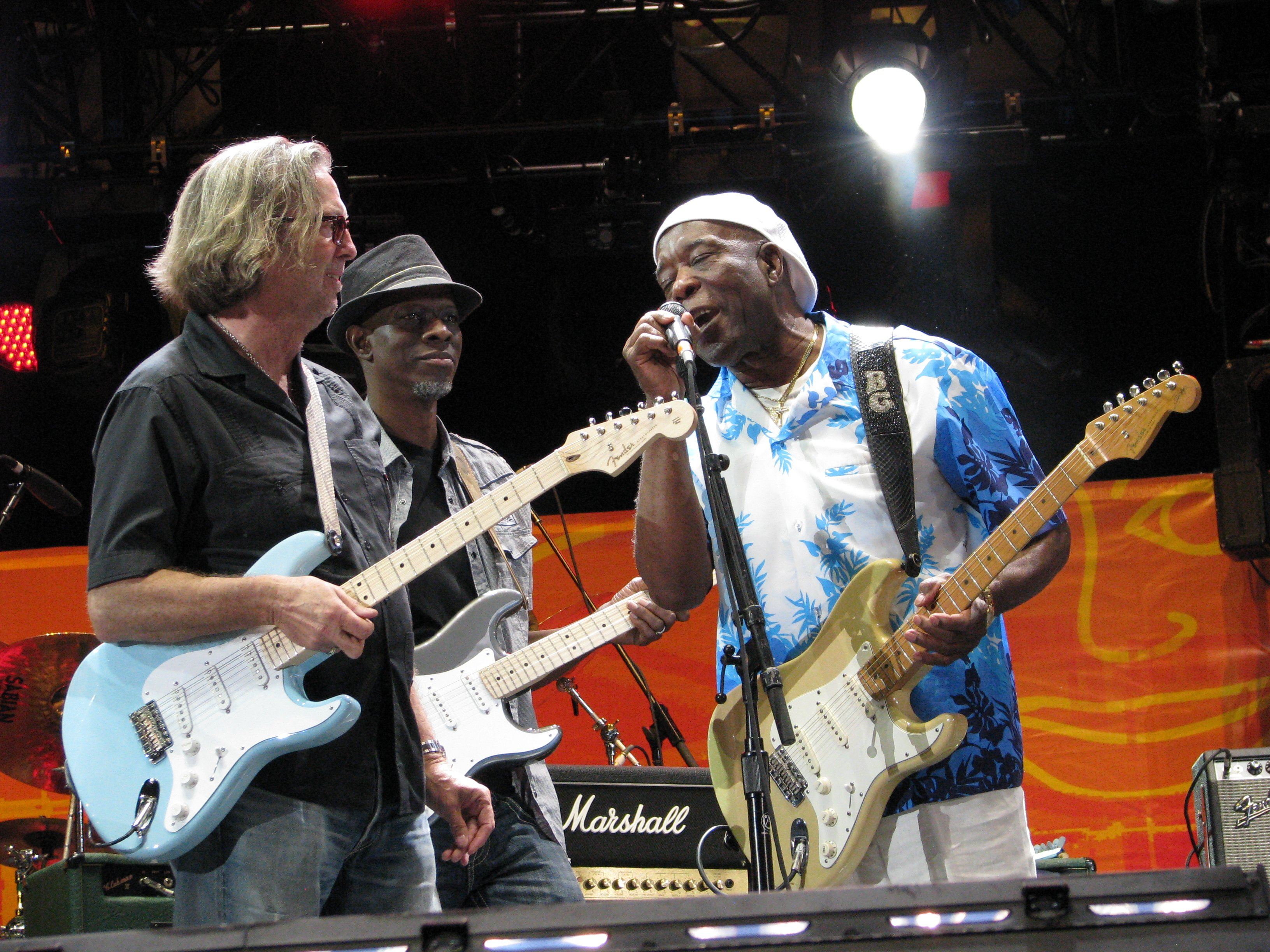
Clapton, Keb 'Mo' e Buddy Guy al Crossroads Guitar Festival il 26 giugno 2010

Clapton, al di là dei concerti con i supergruppi nei primi anni della sua carriera, è spesso stato accompagnato nei suoi tour da numerosi artisti di grande fama, non solo come "ospiti" per alcuni concerti ma come membri fissi della sua band. Tra essi vanno ricordati:
- I bassisti: Pino Palladino (Who, Paul Simon), Nathan East e Donald Dunn (Blues Brothers)
- I tastieristi: Steve Winwood (Traffic, Spencer Davis Group) e Greg Phillinganes (Toto)
- I batteristi Steve Gadd, Phil Collins (che ha suonato negli album Behind the Sun, August e Journeyman) e Andy Newmark (Sly & The Family Stone)

## Strumentazione

### Chitarre elettriche

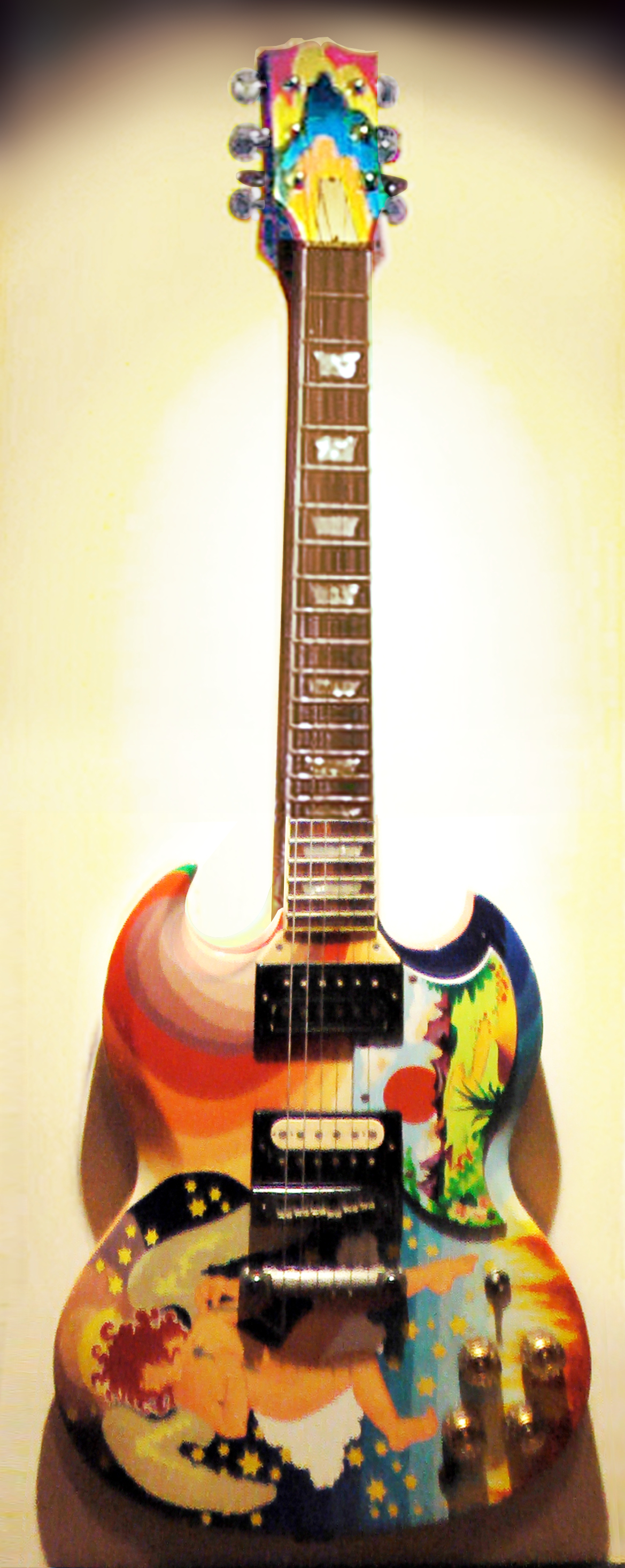
Replica della famosa chitarra Gibson SG Standard The Fool di Clapton

Durante tutta la sua carriera Clapton ha suonato molte chitarre, quelle elencate sono le più note di cui esista documentazione.
- Kay Jazz II[62] - semiacustica con doppia spalla mancante replica di una Gibson ES-335[62] e acquistata nel 1962 con il contributo di sua nonna[62]; si tratta in assoluto della prima chitarra elettrica posseduta da Slowhand[63] impiegata sul palco durante gli ingaggi con la sua prima band professionale ovvero The Roosters.
- Fender Telecaster - strumento utilizzato a inizio carriera con gli Yardbirds, i quali ne erano collettivamente proprietari, infatti con l'uscita di Clapton fu "ereditato" da Jeff Beck.
- Gretsch Chet Atkins Tennessean - anch'essa suonata per poco tempo durante la sua permanenza nella band sopracitata, poiché Clapton non gradiva affatto i suoni che riusciva a estrarne; la chitarra era di colore red finish, con manico in mogano e tastiera in ebano, leva del vibrato Bigsby e parapenna nero con il marchio Gretsch e la firma di Chet Atkins.
- Gibson Cherry Red ES-335 - acquistata nel 1964 dal chitarrista, uno degli strumenti preferiti dallo stesso, nell'intero arco del suo percorso professionale. Il numero di fabbricazione di serie è 67473[61]; nel 2004 questo esemplare fu battuto a un'asta per 847.500 dollari.
- Gibson Les Paul Cherry Sunburst - prodotta nel 1960 e utilizzata nel periodo con i Bluesbreakers, nonché nella prima fase della sua carriera con i Cream. Eric la acquistò usata in un negozio di strumenti londinese nel 1965, ma gli fu rubata nel 1966; aveva pick-up PAF, meccaniche Grover e il manico sottile, caratteristica quest'ultima assai gradita dal chitarrista[61].
- Gibson SG Standard The Fool - fabbricata nel 1964 e dipinta a motivi psichedelici dall'omonimo collettivo di decoratori olandesi[64], a tutt'oggi passa per essere una delle più celebri chitarre della Storia del rock[61]. In seguito ad alcune modifiche lo strumento presenta le seguenti caratteristiche tecniche: alcune manopole di controllo originali sono state sostituite, il ponte di serie è stato rimpiazzato da un modello Tune-o-Matic, stessa sorte per le meccaniche, aggiornate alle Grover. La chitarra ha avuto una sorte singolare: lasciata dalla rockstar nelle mani di George Harrison, fu prestata da quest'ultimo a Jackie Lomax, che la vendette nel 1974 a Todd Rundgren[64], a sua volta questi la mise all'asta nel 2000, dove fu battuta per circa 150.000 dollari, il 10% dei quali furono ceduti in beneficenza alla fondazione Crossroads dello stesso Slowhand. Attualmente The Fool è in possesso di un privato che l'ha acquistata per 500.000 dollari[61].
- Gibson Black Beauty - trattasi di un modello Les Paul Custom di colore nero e con 3 pick-up (quasi certamente modello PAF[65]); l'anno di fabbricazione è di difficile datazione, probabilmente lo strumento è stato realizzato tra il 1958 e l'anno successivo[65]. Il musicista inglese quasi sicuramente l'acquistò durante il tour americano dei Cream nell'Aprile del 1967[65], utilizzandolo poi per incidere alcune tracce di Disraeli Gears (tra le quali Strange Brew), oltre che dal vivo come riserva di The Fool[65]. L'impiego maggiore risale però all'epoca dei tour con i Blind Faith e Delaney & Bonnie (1969)[65], dopodiché Eric lo donò al "collega" Albert Lee.
- 1963-65 Reverse Firebird 1 - acquistata nel 1968, ha un solo pick-up di tipo mini-humbucker cromato, non ha interruttori e soltanto due manopole per i controlli, blocca corde e tastiera in palissandro con intarsi.
- 1957 Gibson Les Paul Lucy - fu venduta a Clapton da Rick Derringer a New York, durante una tournée statunitense dei Cream; il colore originario era Gold Top, ma fu mutato in rosso dallo stesso chitarrista statunitense. Al rientro a Londra, Eric la regalò ad Harrison, il quale la prestò successivamente all'amico per incidere le parti soliste in studio di While My Guitar Gently Weeps[61]; inoltre lo stesso ex-Beatle la suonò molto per il resto della sua carriera e la soprannominò affettuosamente proprio Lucy.
- 1962 Fender Telecaster Custom - celebre perché fu utilizzata nella prima esibizione live dei Blind Faith ad Hyde Park[61] il 7 giugno 1969[66]. Clapton fece sostituire il manico con quello della sua Stratocaster Brownie.
- 1956 Fender Stratocaster Brownie - si tratta del primo esemplare (n. cat. 12073) di questo modello acquistato da Slowhand nel 1967: nella sua scelta fu influenzato dall'ascolto di Buddy Holly e Buddy Guy, ma decisivo per la svolta fu l'esempio fornito da Steve Winwood, futuro compagno nei Blind Faith, appassionato di questo tipo di chitarra[61]. Brownie è stata immortalata nella copertina del primo album solista omonimo, nonché impiegata nelle registrazioni di Layla and Other Assorted Love Songs, il 24 giugno 1999 fu ceduta a Christie's per 450.000 dollari[61]. In tempi più recenti è stata acquistata dal museo Experience Music Project di Seattle, proprietà di Paul Allen, cofondatore di Microsoft[61].
- Fender Stratocaster Custom Blackie - è uno strumento frutto di un assemblaggio delle parti migliori ricavate da ben tre esemplari, comprate nel 1970 presso il celebre negozio di chitarre Sho-Bud di Nashville[61]; la "customizzazione" fu realizzata secondo le precise indicazioni dell'artista. Eric la inaugurò per la sua serie di concerti al Rainbow Theatre del 13 gennaio 1973[61]. Nel 2004 Blackie è stata venduta all'asta dallo stesso Clapton per circa 950.000 dollari[61], e con i proventi della vendita, Clapton ha finanziato il Crossroads Center di Antigua, un istituto di recupero per alcolisti e tossicodipendenti.
- Roland G-505 - realizzata nel 1982 (n. cat. K824044[61]), ha le seguenti caratteristiche[61]: doppia spalla mancante, tre pick-up single coil modello Three Roland PU-134S e un pick-up MIDI aggiuntivo, sei controlli, due interruttori, un tremolo e meccaniche Gotoh.
- Fender Stratocaster Eric Clapton Signature - in cerca di una chitarra che potesse sostituire degnamente la sua Blackie, Clapton si rivolse al Custom Shop Fender, che realizzò a nome di questi una serie di esemplari gradualmente perfezionati, suonati dal musicista inglese tra il 1986 e il 1990. Il modello iniziale aveva un soffice manico a V, un corpo modello Elite, oltre a tre pick-up single-coil a circuito 12dB MDX mid-boost[61], che forniva loro un suono molto vicino a quello degli Humbucker[61]. Poco tempo dopo ci furono ulteriori migliorie: su suggerimento dello stesso chitarrista, i pick-up furono sostituiti dai Gold Lace Sensors[61], e i tecnici Fender elevarono il circuito MDX fino al tipo 25dB[61], giungendo fino a tre modelli successivi di questa tipologia[61].
- Fender Stratocaster Custom Shop Crash - modello ideato dal progettatore John Page, che riprende quello precedente sostituendo i pick-up con i Fender Noiseless Vintage. Gli esemplari di questa linea sono tre e hanno subito un trattamento decorativo da parte del graffitista statunitense John "Crash" Matos[61]; Clapton ha utilizzato il primo per il tour promozionale di Reptile[61], il secondo a partire dal novembre dello stesso anno. Nel 2004 il musicista inglese ha suonato il terzo esemplare costruito esclusivamente per essere venduto all'asta come beneficenza per il suo Crossroads Center, ricavando 321.100 dollari nel giugno di quell'anno[61].

### Amplificazioni e altri strumenti
- Con i The Yardbirds usava un amplificatore Vox AC30.
- Con i The Bluesbreakers un amplificatore Marshall JTM 45 Combo mod. "1962", passato alla storia con il nome di Marshall Bluesbreaker dopo che Clapton lo impiegò per amplificare la sua Gibson Les Paul durante le registrazioni del disco Blues Breakers with Eric Clapton del 1966.
- Con i Cream uno o più stack Marshall da 100 W e un pedale wah-wah Vox. Dopo avere originariamente impiegato testate Marshall JTM 45/100, con valvole finali KT66, nel 1967 Clapton passò al modello Marshall JTM100 con valvole EL34 nel finale.
- Con i Blind Faith un amplificatore Fender Dual Showman con riverbero.

## Controversie

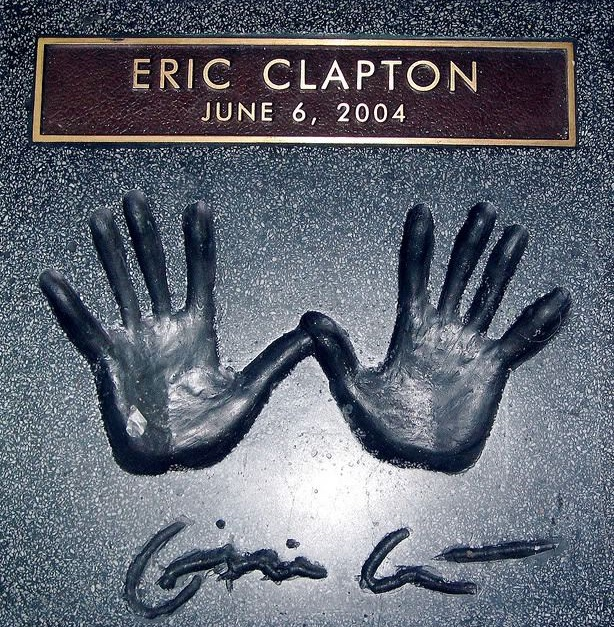
Le impronte delle mani di Clapton a Hollywood, California

- Anche se ha partecipato al Live Aid Clapton ha criticato i suoi organizzatori (Bono e Bob Geldof) affermando che «sono solo delle persone che si atteggiano a fare la morale, comportandosi più da politici che da artisti».[67]
- Nel 1976 è al centro di una polemica di stampo politico: Clapton si trova a Birmingham per un concerto e dal palco spende parole di approvazione per il deputato conservatore Enoch Powell, noto per le posizioni xenofobe che lo avevano allontanato persino dallo stesso Partito Conservatore Inglese. Clapton asserisce che la Gran Bretagna è diventata "sovraffollata" e correrebbe il rischio di diventare una "colonia dei neri". Probabilmente tali dichiarazioni vengono espresse sotto effetto di alcool, ma esse porteranno Clapton a non potersi più esibire a Birmingham fino alla fine degli anni ottanta, e provocheranno addirittura la reazione degli artisti pop britannici di sinistra, molti dei quali proprio in seguito a questa infelice uscita di Clapton appoggeranno la campagna "Rock Against Racism" ("rock contro il razzismo", contrapposta alla precedente iniziativa di destra Rock Against Communism). In seguito Clapton è tornato nell'occhio del ciclone da questo punto di vista a causa del suo appoggio alla campagna contro la legge promulgata dal Partito Laburista che restringe la pratica della caccia alla volpe. Nel corso di un'intervista rilasciata nel gennaio 2018 Clapton ha espresso vergogna verso le sue passate posizioni di estrema destra.[68]
- Nel 1999 in un'intervista col Times ammise di aver ripetutamente picchiato la sua ex-moglie Pattie Boyd e di averla costretta ad avere rapporti sessuali contro la sua volontà e che ciò fu la causa del loro divorzio nel 1988. Clapton diede la colpa della sua condotta nei confronti di sua moglie all'abuso di alcol e droghe.[69]
- Nel periodo 2022/2023 si dimostra critico nei confronti delle misure di contenimento prese per arginare la pandemia di Covid-19, asserendo di aver avuto effetti avversi gravi dopo la somministrazione del vaccino.